# Coptocera gallerucoides
Coptocera gallerucoides is een keversoort uit de familie withaarkevers (Dascillidae). De wetenschappelijke naam van de soort is voor het eerst geldig gepubliceerd in 1868 door Murray.